# 中野倭
中野 倭（なかの やまと、1999年10月2日 - ）は、日本の男子バレーボール選手である。

## 来歴
和歌山県和歌山市出身。兄の影響を受けて小学2年生の頃バレーボールを始める。
開智高等学校を経て近畿大学に進学。大学時代の冬期はV.LEAGUE DIVISION3(V3)で近畿クラブスフィーダの選手としてもプレー（3学年まで）。2021年の4学年時、V1に在籍するウルフドッグス名古屋の内定選手となる。
2022年、大学卒業後、ウルフドッグス名古屋に入団。2022年10月29日、V1リーグ戦の東京グレートベアーズ戦の第3セットで途中出場を果たし、V1デビューを果たした。
2024年、ウルフドッグス名古屋を退団。韓国Vリーグのアジアクォータートライアウトを受け、水原韓国電力ビクストームからの指名を受けた。
2025年、ポーランドリーグに所属するウクライナのチームのバルコム・カザニ・リヴィウに入団。

## 所属チーム
- 開智高等学校（2015-2018年）
- 近畿大学 （2018-2022年）
  -  近畿クラブスフィーダ（2018-2021年）
  -  ウルフドッグス名古屋（2021-2022年）
- ウルフドッグス名古屋（2022-2024年）
- 水原韓国電力ビクストーム（2024-2025年）
- バルコム・カザニ・リヴィウ（ポーランド語版）（2025年-）